# Попов, Митрофан Николаевич
Митрофан Николаевич Попов (1902 — 1983) — советский государственный и хозяйственный деятель, генерал-майор.

## Биография
Родился в 1902 году в Ряжске. Член ВКП(б) с 1922 года.
С 1932 года — на хозяйственной, общественной и партийной работе. 
В 1932—1957 гг. : 
- инженер, помощник начальника сектора Москаналстроя,
- начальник Гидротехнического отдела,
- заместитель начальника Главного управления исправительно-трудовых лагерей НКВД СССР,
- начальник Главного управления лагерей промышленного строительства,
- начальник Особого строительства,
- начальник Главного управления лагерей горно-металлургической промышленности,
- начальник Планового отдела НКВД СССР,
- заместитель начальника Главного управления строительства Волго-Донского водного пути МВД СССР,
- заместитель министра сельского хозяйства СССР,
- начальник Главного управления водного хозяйства Министерства сельского хозяйства СССР,
- министр водного хозяйства РСФСР.

Избирался депутатом Верховного Совета РСФСР 4-го созыва.